# Helen Murray Free
Pour les articles homonymes, voir Murray et Free.
Helen Murray Free, née le 20 février 1923 à Pittsburgh (Pennsylvanie) et morte le 1er mai 2021 à Elkhart (Indiana), est une chimiste américaine. 
Elle est connue pour ses travaux sur les tests d'autocontrôle de la glycémie par l'urine pour les diabétiques. 
Elle reçoit en 2009 la National Medal of Technology and Innovation et est membre du National Inventors Hall of Fame.